# Hôtel Tremblier de la Varenne
L'hôtel Tremblier de la Varenne est un hôtel particulier du XVIIe siècle situé à Angers, en Maine-et-Loire.

## Situation
19 rue du Canal

## Histoire
Au XVIIe siècle, il est la propriété de Gaspard Varice, sieur de Vauléard, conseiller du roi, juge au présidial d'Angers. À la fin du XVIIe siècle, il passe à la famille Tremblier de la Varenne.
Vers 1900, l'avocat Gaston Desetres fait reconstruire le logis. Un des décors et une verrière sont l’œuvre de Jean Clamens.
La façade sur rue est classée au titre des monuments historiques par arrêté du 20 septembre 1965, le reste de l'hôtel est inscrit à cette même date.